# Bund demokratischer Sozialisten
Der Bund demokratischer Sozialisten (BDS) war eine österreichische Gruppierung des ehemaligen Kärntner Arbeiterkammerpräsidenten und Nationalratsabgeordneten Paul Truppe, die bei der Nationalratswahl 1959 kandidierte. Der Bund demokratischer Sozialisten erreichte bei der Wahl 2.190 Stimmen bzw. 0,05 Prozent.
Neben Truppe engagierte sich auch der ehemalige VdU-Aktivist Markus Sorger im Bund demokratischer Sozialisten. Die Kärntner Volkszeitung, ein Parteiorgan der ÖVP, berichtete 1956, dass Truppe für die Einrichtung von Produktionsräten eintrat, die in den Betrieben neben den Betriebsräten eingesetzt werden sollten. Zudem trat er für die Einrichtung von Einkommensobergrenzen auch in der Privatwirtschaft ein. Zudem forderte der BDS eine weitreichende Lenkung der Wirtschaft und einen Anteil an den Produktionsmitteln für die Arbeiter. Truppe wurde in der Folge von der SPÖ wegen seiner hohen Arbeiterkammerpension angegriffen, die er auf Grund seiner Zwangspensionierung von der Arbeiterkammer bis zur Erreichung der Pensionsgrenze erhielt.